# Partit de la Solució Democràtica
Partit de la Solució Democràtica del Kurdistan (Parti Çharasari Dimokrati Kurdistan, PÇDK) és una organització política kurda que opera al Kurdistan del Sud, però se suposa que és una filial del Partit dels Treballadors del Kurdistan. Es va fundar el 2 d'abril del 2002 i el seu cap públic fou Diyar Gahrib. El 2005 no havia obtingut llicència per operar al Kurdistan Iraquià i el seu cap Fay'iq Muhammad Ahmad Kubi (Faik Gulpi) va anunciar que participaria en les eleccions regionals i constituents de l'Iraq del 2005 en una llista independent. Aquesta llista només va obtenir 15.000 vots (10.000 a les regionals i 5000 a les iraquianes). El 2007 les seves oficines a la regió (Arbil, Sulaymaniyya, Duhok, Mossul i Kirkuk) foren clausurades, oficialment per manca de llicència; no obstant no es va prendre cap mesura contra el partit, ja que les seves relacions amb el PKK no havien estat provades. El 2009 la seva llista Hiwa (Rosa) no fou acceptada a les eleccions kurdes (2 de juny de 2009) i no va poder participar el dia 25 de juliol.

## Bandera
La bandera utilitzada a les eleccions des del 2005 i almenys fins al 2007 a la seva seu, era gairebé idèntica a la del Koma Civaken Kurdistan. A les eleccions del 2009 l'estrella fou substituïda per una rosa (Hiwa) al centre del sol